# Ферас Шелбаєх
Ферас Зеяд Юсеф Шелбаєх (араб. فراس زياد يوسف شلباية‎, нар. 27 листопада 1993, Амман) — йорданський футболіст, захисник клубу «Аль-Вахдат» і національної збірної Йорданії. Триразовий чемпіон Йорданії, володар Кубка Йорданії.

## Клубна кар'єра
Ферас Шелбаєх народився в Аммані. У професійних клубах почав виступати з 2013 року, коли дебютував у клубі зі столиці Йорданії «Аль-Вахдат». Уже за підсумками сезону 2013—2014 років став разом із командою чемпіон Йорданії, у цьому ж сезоні став володарем Кубка Йорданії. За підсумками наступних двох сезонів також ставав разом із командою чемпіоном Йорданії.
У 2016 році Ферас Шелбаєх перейшов до клубу «Аль-Джазіра» з Аммана. У складі цього клубу з йорданської столиці Шелбаєх тричі поспіль ставав срібним призером першості Йорданії. На початку 2020 року футболіст повернувся до складу клубу «Аль-Вахдат», у складі якого в цьому ж році знову став чемпіоном країни, а в 2022 році володарем Кубку Йорданії.

## Виступи за збірну
2012 року Ферас Шелбаєх дебютував у складі юнацької збірної Йорданії. У 2015—2016 роках футболіст грав у складі молодіжної збірної Йорданії. 2016 року футболіст дебютував у складі національної збірної Йорданії. У 2019 році Ферас Шелбаєх у складі збірної брав участь у Кубку Азії в ОАЕ. На кінець 2020 року зіграв у складі національної збірної 27 матчів, у яких відзначився 2 забитими м'ячами.

## Досягнення
«Аль-Вахдат»
- Йорданська Про-Ліга
  -  Чемпіон (4): 2013/14, 2014/15, 2015/16, 2020

- Кубок Йорданії
  -  Володар (4): 2013/14, 2022, 2023/24, 2024/25

- Суперкубок Йорданії
  -  Володар (2): 2014, 2021